# Wunderliche Dreifaltigkeit (Clausewitz)
Die wunderliche Dreifaltigkeit ist ein Begriff, mit dem der preußische General und Militärtheoretiker Carl von Clausewitz versuchte, Kriege in ihren verschiedenen Ausprägungen begreiflich und charakterisierbar zu machen. Der Begriff findet sich in seinem unvollendeten Hauptwerk Vom Kriege. Dabei benutzte er die christliche Trinitätslehre als eine Art Metapher, um einerseits Kriege rational fassbar zu machen, andererseits aber zu verdeutlichen, dass genau dieses Unterfangen nie vollständig gelingen kann. Zunächst fand der Begriff außerhalb des deutschen Sprachraums wenig Beachtung, ist aber in den letzten Jahrzehnten umso stärker Lehrgegenstand an internationalen Militärakademien geworden und ins Zentrum kontrovers geführter Debatten geraten, insbesondere im angelsächsischen Raum.
Auf das Trinitätskonzept aufmerksam wurde Clausewitz – dem deutschen Historiker Andreas Herberg-Rothe zufolge – ursprünglich durch den norwegisch-deutschen Philosophen Heinrich (Henrik) Steffens, dessen Vorlesungen Clausewitz Mitte der 1820er Jahre Clausewitz regelmäßig besuchte.
Die originale Passage bei Clausewitz lautet:

„Der Krieg ist also nicht nur ein wahres Chamäleon, weil er in jedem konkreten Falle seine Natur etwas ändert, sondern er ist auch seinen Gesamterscheinungen nach, in Beziehung auf die in ihm herrschenden Tendenzen eine wunderliche Dreifaltigkeit, zusammengesetzt aus der ursprünglichen Gewaltsamkeit seines Elementes, dem Haß und der Feindschaft, die wie ein blinder Naturtrieb anzusehen sind, aus dem Spiel der Wahrscheinlichkeiten und des Zufalls, die ihn zu einer freien Seelentätigkeit machen, und aus der untergeordneten Natur eines politischen Werkzeuges, wodurch er dem bloßen Verstande anheimfällt.“

Dieser Definition zufolge sind es emotionale, rationale und zufällige Faktoren, die in enger gegenseitiger Wechselwirkung für eine Kriegssituation charakteristisch sind. Man kann sie auch als die Achsen eines dreidimensionalen Koordinatensystems begreifen, durch die jeder Raumpunkt (in diesem Fall jede Kriegssituation) zu einem bestimmten Zeitpunkt definierbar ist. Diese drei Faktoren bilden nicht nur eine Triade, sondern eine echte Einheit, indem sie sich gegenseitig bedingen und beeinflussen. Für Clausewitz lag damit der Vergleich mit der Heiligen Dreifaltigkeit nahe, ohne dass er hier religiöse Assoziationen herstellen wollte.
Die sträfliche Nichtbeachtung der Clausewitzschen Trinitätslehre wurde in amerikanischen Militärkreisen als wesentliche Ursache für das Desaster des Vietnamkrieges verstanden. In Weiterführung des Gedankens entwickelte der amerikanische Oberst Harry G. Summers 1981 die Theorie einer sogenannten sekundären Trinität, bestehend aus der Bevölkerung, dem Militär und der Regierung. Inzwischen wurden noch weitere Dreiecksbeziehungen in Clausewitz’ Werk identifiziert und diskutiert, die indes nicht von ihm selbst als solche gekennzeichnet waren.
In jüngster Zeit gibt es eine intensive Debatte darüber, ob die Clausewitzsche Trinitätslehre auch in Zeiten asymmetrischer Kriegführung weiterhin ihre Gültigkeit behält. Obwohl manche prominente Militärtheoretiker (z. B. Martin van Creveld) dies verneinen, tendiert die herrschende Lehrmeinung zu der Ansicht, Clausewitz’ These sei auch heute noch relevant.